# ショショーニ郡 (アイダホ州)
ショショーニ郡（英: Shoshone County）は、アメリカ合衆国アイダホ州の北部に位置する郡である。2010年国勢調査での人口は12,765人である。郡庁所在地はウォレス（人口784人）であり、同郡で人口最大の都市はケロッグ（人口2,120人）である。1864年2月4日に設立され、ショショーニ族インディアンに因んで名付けられた。ショショーニ郡は1世紀以上にわたる鉱業の歴史があるため、通常シルバー・バレーと呼ばれている。シルバー・バレーは大量の銀、鉛および亜鉛を産出することで全国に知られている。

## 地理
アメリカ合衆国国勢調査局に拠れば、郡域全面積は2635.50平方マイル (6,825.9 km2)であり、このうち陸地は2633.9平方マイル (6,821.6 km2)、水域は1.59平方マイル (4.1 km2)で水域率は0.06％である。

### 隣接する郡
- ボナー郡 - 北
- クートニー郡 - 西
- ベネワ郡 - 西
- レイタ郡 - 南西
- クリアウォーター郡 - 南
- ミネラル郡 (モンタナ州) - 東
- サンダーズ郡 (モンタナ州) - 東

### 国立保護地域
- クリアウォーター国立の森（部分）
- コー・ダリーン国立の森（部分）
- セントジョー国立の森（部分）

### 高規格道路
- - 州間高速道路90号線

## 歴史

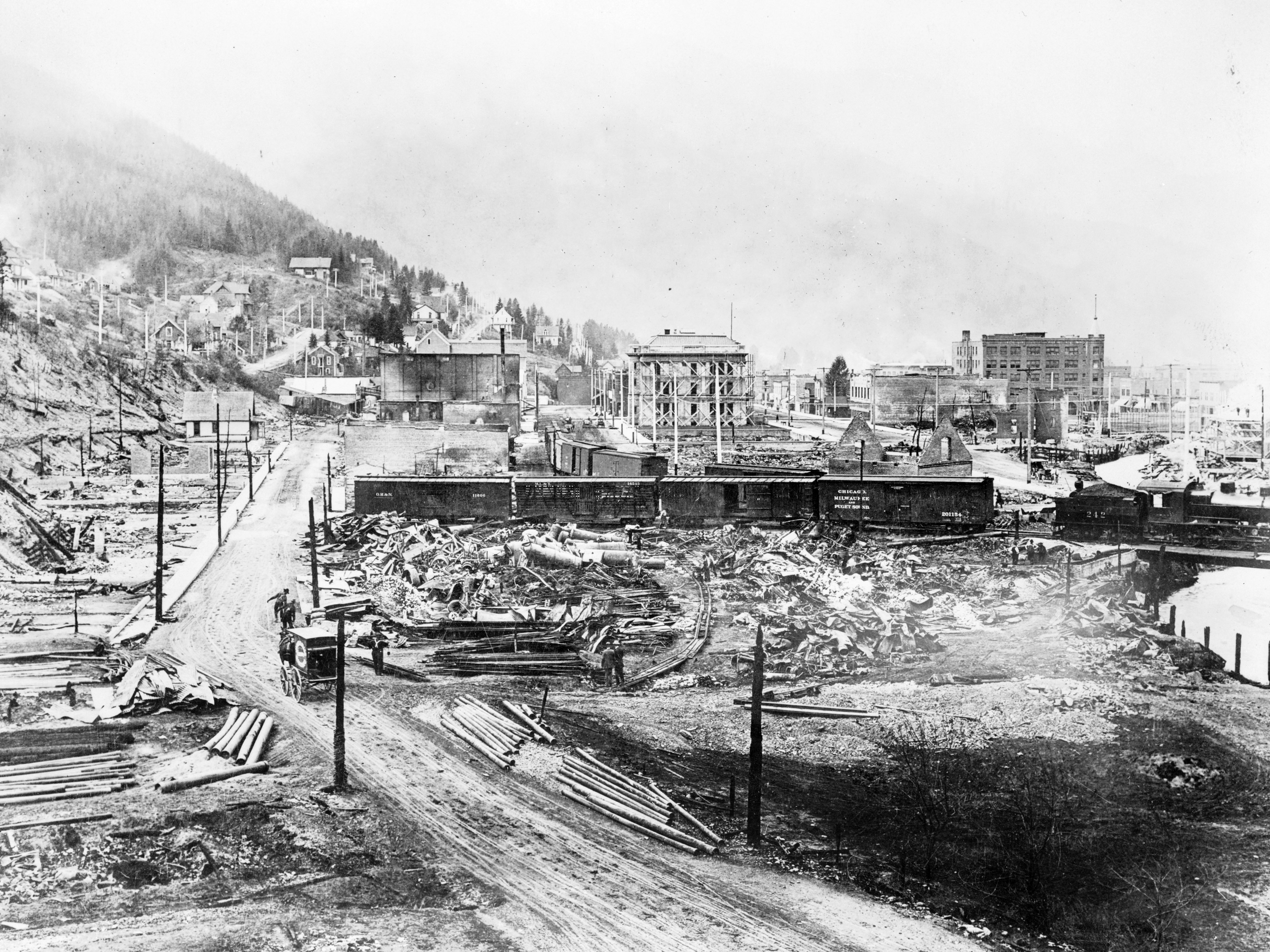
1910年大火後のウォレス

1892年、ショショーニ郡の坑夫達が賃金カットに抗議してストライキを行った。会社側が放ったスパイが見つかったことで引き起こされた射撃戦で数人の命が失われた後で、アメリカ陸軍が出動してストライキを終わらせた。1899年にも再度紛争が起こった。この時は会社側が組合に加入した坑夫17人を解雇したことに反応して、坑夫達がバンカーヒル・アンド・サリバンミルを爆破したものだった。この時も人命が失われ、軍隊が出動した。
1910年の大火ではウォレスの町の一部を含め、郡内の多くの場所を消失した。

## 政治
ショショーニ郡は従来民主党寄りの郡だったが、近年は連邦政府関連の選挙で共和党候補に、地元や州の選挙では民主党候補に投票する傾向にある。州知事選挙では民主党候補のジェリー・ブラディ(選挙結果は落選）、アメリカ合衆国上院議員選挙では民主党候補のラリー・ラロッコ(選挙結果は落選）に投票したが、2008年大統領選挙では民主党候補のバラク・オバマが8ポイント差でこの郡を制することができなかった。

## 人口動態
以下は2000年の国勢調査による人口統計データである。
| 基礎データ - 人口: 13,771人 - 世帯数: 5,906 世帯 - 家族数: 3,856 家族 - 人口密度: 2人/km2（5人/mi2） - 住居数: 7,057軒 - 住居密度: 1軒/km2（3/mi2） 人種別人口構成 - 白人: 95.84% - アフリカン・アメリカン: 0.11% - ネイティブ・アメリカン: 1.52% - アジア人: 0.23% - 太平洋諸島系: 0.07% - その他の人種: 0.49% - 混血: 1.74% - ヒスパニック・ラテン系: 1.93% 先祖による構成 - ドイツ系：22.1％ - アメリカ人：14.0％ - イギリス系：11.3％ - アイルランド系：9.7％ - ノルウェー系：5.9％ | 年齢別人口構成 - 18歳未満: 22.9% - 18-24歳: 6.7% - 25-44歳: 25.5% - 45-64歳: 27.4% - 65歳以上: 17.4% - 年齢の中央値: 42歳 - 性比（女性100人あたり男性の人口） - 総人口: 99.4 - 18歳以上: 97.0 世帯と家族（対世帯数） - 18歳未満の子供がいる: 26.7% - 結婚・同居している夫婦: 52.7% - 未婚・離婚・死別女性が世帯主: 8.1% - 非家族世帯: 34.7% - 単身世帯: 29.4% - 65歳以上の老人1人暮らし: 13.6% - 平均構成人数 - 世帯: 2.30人 - 家族: 2.82人 収入と家計 - 収入の中央値 - 世帯: 28,535米ドル - 家族: 35,694米ドル - 性別 - 男性: 30,439米ドル - 女性: 18,831米ドル - 人口1人あたり収入: 15,934米ドル - 貧困線以下 - 対人口: 16.4% - 対家族数: 12.4% - 18歳未満: 21.8% - 65歳以上: 10.0% |

## 都市と町

### 都市
- ケロッグ
- ムーラン
- オズバーン
- パインハースト
- スメルタービル
- ウォレス - 郡庁所在地
- ワードナー

### 未編入の町
- アベリー
- ビッグクリーク
- バーク
- カタルド
- クラーキア
- マーレイ
- パインクリーク
- キングストン
- シルバートン

## スキー場
- シルバー山
- ルックアウト峠